# Prochromadorella ditlevseni
Prochromadorella ditlevseni är en rundmaskart. Prochromadorella ditlevseni ingår i släktet Prochromadorella, och familjen Chromadoridae. Arten är reproducerande i Sverige.